# Монталчино
Монталчѝно (на италиански: Montalcino) е градче и община в Централна Италия, провинция Сиена, регион Тоскана. Разположено е на 567 m надморска височина. Населението на общината е 5275 души (към 2010 г.). Монталчино е много известно за производството на вино.